# Brisbane
Brisbane is een stad in het oosten van Australië. Het is de hoofdstad van de deelstaat Queensland. De stad is gelegen aan de oostkust van Australië aan de Brisbane River, zo'n 20 kilometer verwijderd van Moreton Bay. Brisbane heeft 2.560.700 inwoners (2020) en is daarmee de derde stad van Australië, na Sydney en Melbourne. Brisbane is vooral bij jonge toeristen populair vanwege de twee grote uitgaansgebieden in de stad. In deze gebieden zijn veel clubs, bars, eet- en uitgaansgelegenheden.

## Geschiedenis
Brisbane ging in 1824 als strafkolonie van start en is vernoemd naar Sir Thomas Brisbane, toenmalig gouverneur van de deelstaat New South Wales. Toen Queensland in 1859 tot aparte deelstaat werd uitgeroepen werd Brisbane tot hoofdstad gekozen. Tot de Tweede Wereldoorlog ontwikkelde de stad zich langzaam.
Tijdens WOII was het geallieerde hoofdkwartier van Generaal Douglas MacArthur in Brisbane gevestigd en speelde de stad een centrale rol in de strijd in het zuidwestelijk deel van de Stille Oceaan. Ook het gouvernement van Nederlands-Indië verbleef tijdens de Japanse bezetting van 1942 tot 1945 te Brisbane.
In 1982 organiseerde Brisbane de Gemenebestspelen en in 1988 vond de Wereldtentoonstelling er plaats. Vanaf die periode heeft de stad een snelle groei doorgemaakt en is zij uitgegroeid tot de huidige metropool. In januari van 2011 werd Brisbane getroffen door een grote overstroming.
In 2032 zal Brisbane de Olympische Zomerspelen organiseren.

## Klimaat
Brisbane heeft een typisch subtropisch klimaat met hete, vochtige zomers en zachte, droge winters. Vanaf het einde van de lente tot het begin van de herfst wordt Brisbane regelmatig getroffen door hevige onweersbuien, soms vergezeld door grote hagelstenen en zware windstoten.
De hoogst gemeten temperatuur in de stad was 43,2 °C op 26 januari 1940, de laagste temperatuur bedroeg 2,3 °C en werd gemeten op 12 juli 1894 en 2 juli 1896. Met een neerslag van 465 mm was 21 januari 1887 de natste dag in de geschiedenis van Brisbane.
|                                  | jan   | feb   | mrt   | apr  | mei  | jun  | jul  | aug  | sep  | okt  | nov  | dec   | jaar  |
| -------------------------------- | ----- | ----- | ----- | ---- | ---- | ---- | ---- | ---- | ---- | ---- | ---- | ----- | ----- |
| Gem. maximum dagtemperatuur (°C) | 29,4  | 29,0  | 28,0  | 26,1 | 23,2 | 20,9 | 20,4 | 21,8 | 24,0 | 26,1 | 27,8 | 29,1  | 25,5  |
| Gem. minimum dagtemperatuur (°C) | 20,7  | 20,6  | 19,4  | 16,6 | 13,3 | 10,9 | 9,5  | 10,3 | 12,9 | 15,8 | 18,1 | 19,8  | 15,7  |
| Gem. neerslag (mm)               | 159,6 | 158,3 | 140,7 | 92,5 | 73,7 | 67,8 | 56,5 | 45,9 | 45,7 | 75,4 | 97,0 | 133,3 | 146,4 |
| Gem. aantal regendagen           | 13,1  | 13,5  | 14,5  | 11,3 | 9,6  | 7,9  | 7,2  | 6,7  | 7,4  | 9,3  | 9,9  | 11,5  | 122,0 |
| Gem. aantal zonuren per dag      | 7,7   | 6,7   | 6,7   | 7,3  | 7,0  | 6,8  | 7,3  | 8,0  | 8,3  | 8,2  | 8,3  | 8,3   | 7,5   |
| Gem. aantal bewolkte dagen       | 5,2   | 4,8   | 4,6   | 3,1  | 3,5  | 2,9  | 2,6  | 2,1  | 2,1  | 3,5  | 3,8  | 4,3   | 42,4  |
| Bron: Bureau of Meteorology      |       |       |       |      |      |      |      |      |      |      |      |       |       |

## Openbaar vervoer
Brisbane heeft een uitgebreid transportnetwerk, zowel binnen de stad als met de randsteden, alsook nationaal en internationaal. Het gebruik van het openbaar vervoer heeft slechts een klein aandeel in het personenvervoer, het grootste gedeelte gebeurt door middel van privévervoer.
Openbaar vervoer gebeurt met bussen, treinen en ferry's. Tot 1969 bestond er ook een tramnet. Busdiensten worden zowel door openbare- als privévervoersbedrijven uitgevoerd. Terwijl trein- en ferrydiensten altijd door openbare bedrijven worden uitgevoerd. Het Brisbane Central Business District (CBD) is het centrale punt voor alle openbaar vervoer in Brisbane. Diensten vertrekken vanaf Queen Street Bus Station, Roma Street and Central In Brisbane is ook een CityCat hogesnelheidsferryservice actief, die vooral door toeristen en pendelaars wordt gebruikt. De ferry's gaan over de Brisbane Rivier van University of Queensland en Apollo Road. Ook is er de Brisbane City Council's CityHopper, een gratis inner-city ferry die vaart over de Brisbane rivier.

## Stedenbanden

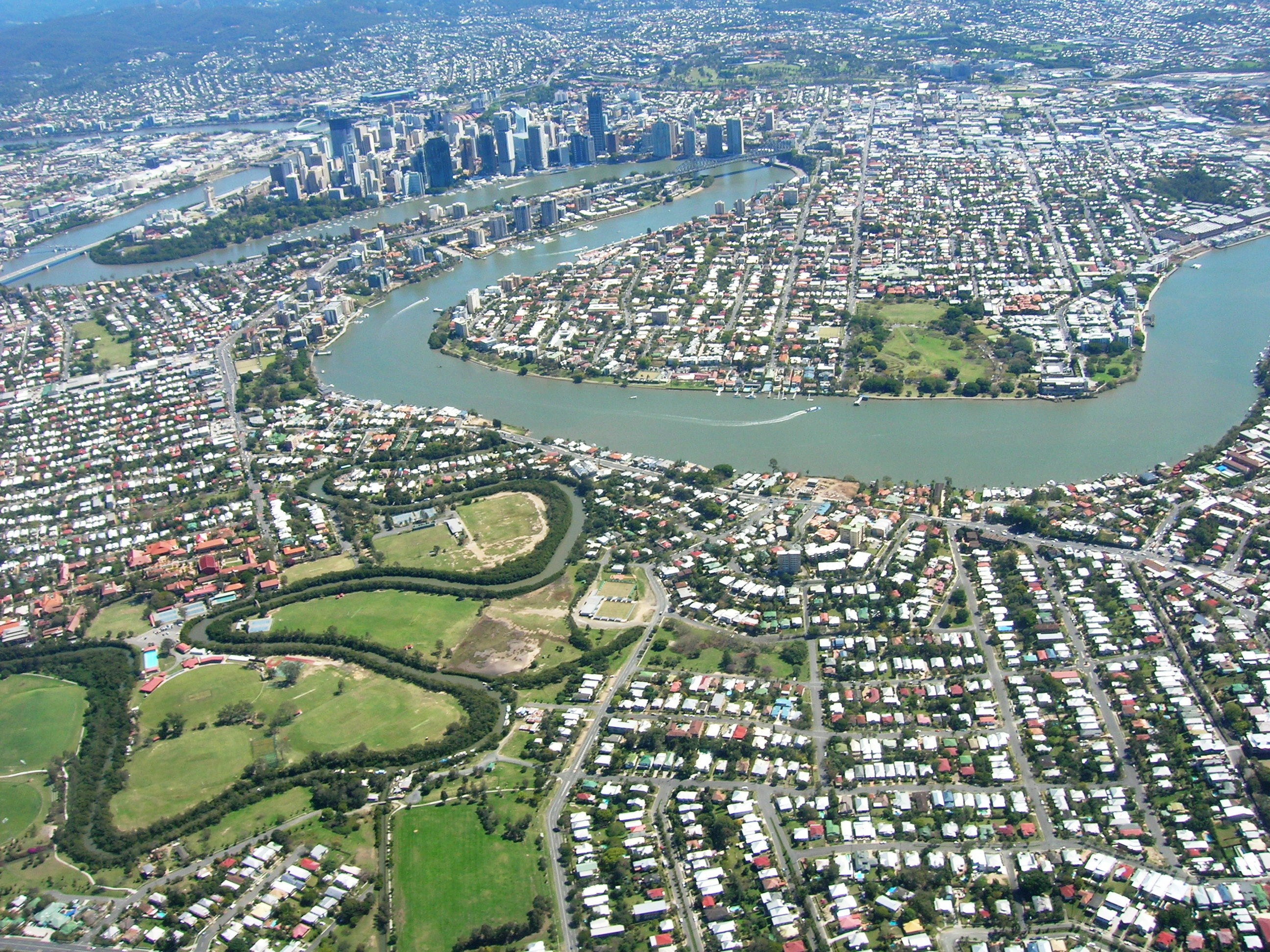
Luchtfoto van Brisbane

- Kobe (Japan), sinds 1985
- Auckland (Nieuw-Zeeland), sinds 1988
- Shenzhen (China), sinds 1992
- Semarang (Indonesië), sinds 1993
- Kaohsiung (Taiwan), sinds 1997
- Daejeon (Zuid-Korea), sinds 2002
- Nice (Frankrijk) (niet meer actief)
- Chongqing (China), sinds 2005

## Foto's

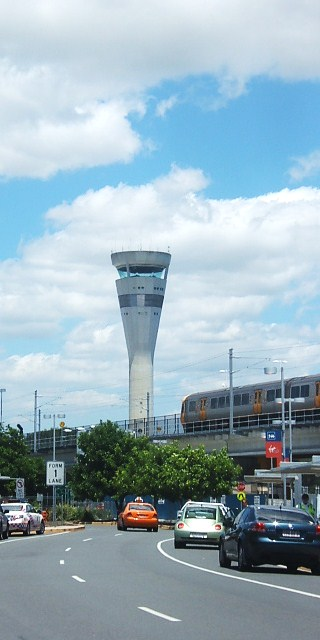
De controletoren van Brisbane Airport gezien vanaf een Airtrain in het station
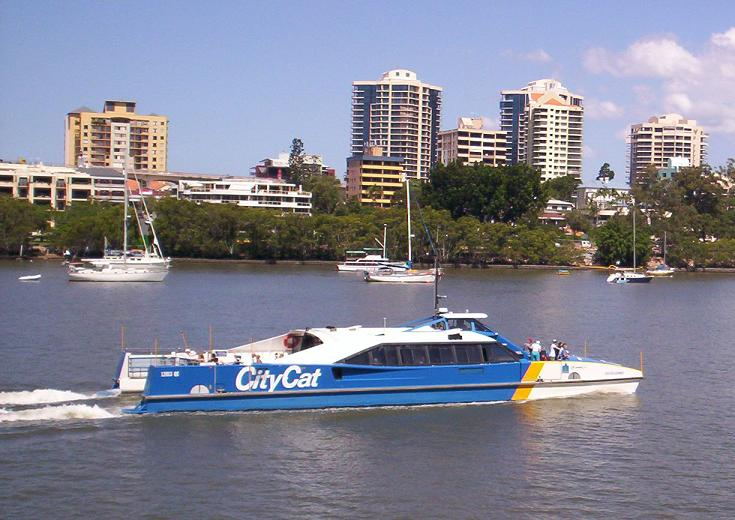
CityCat op de Brisbane River
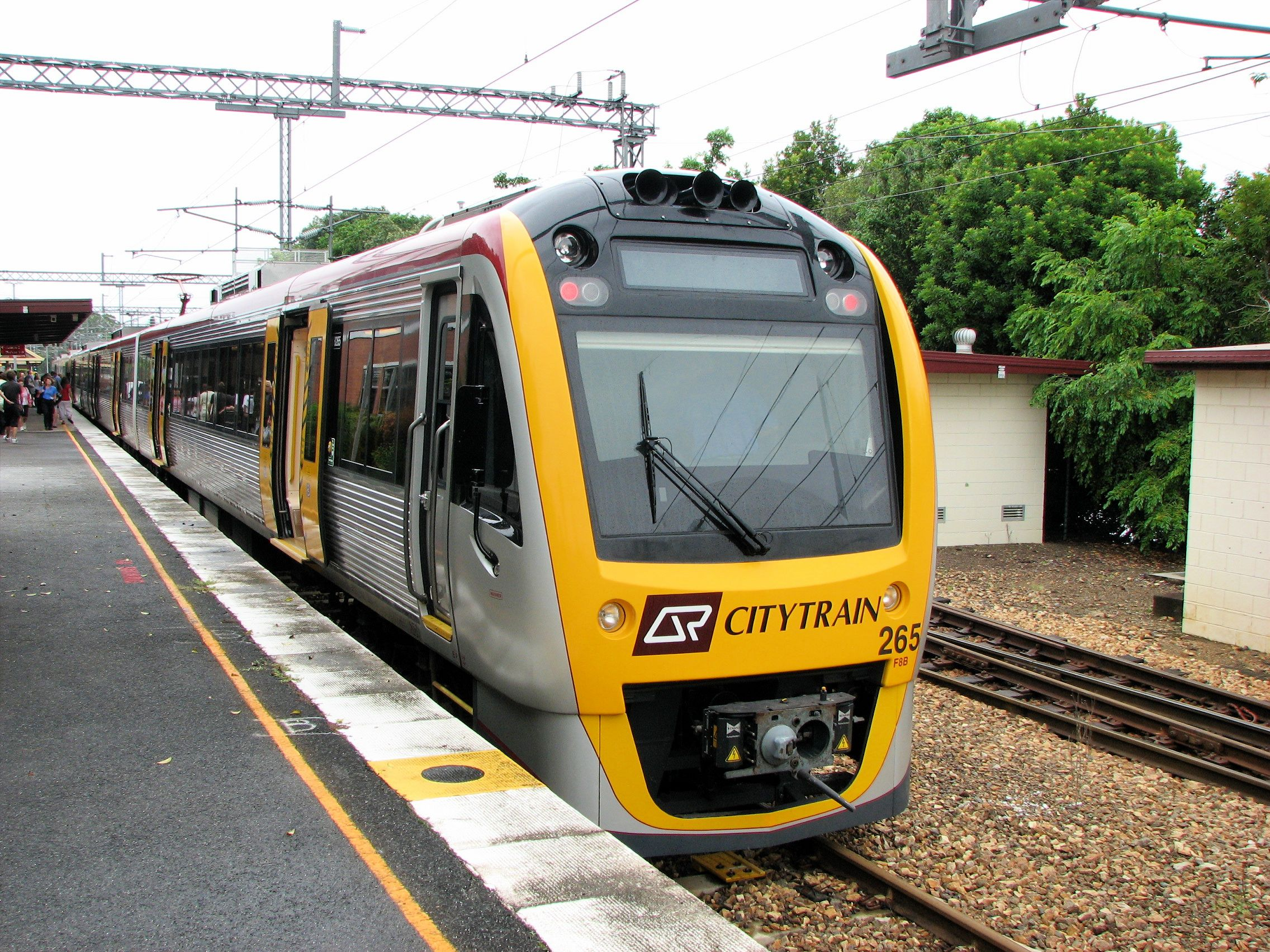
Voorstedelijke CityTrain Multiple Unit op Nambour Station
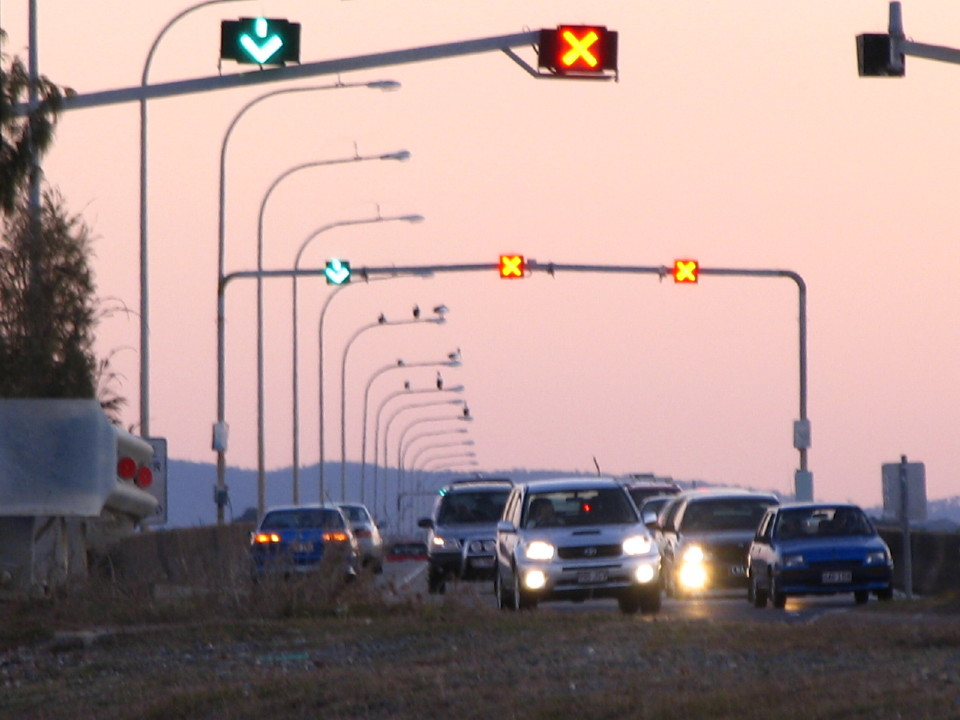
Houghton Highway, de langste brug van Australië
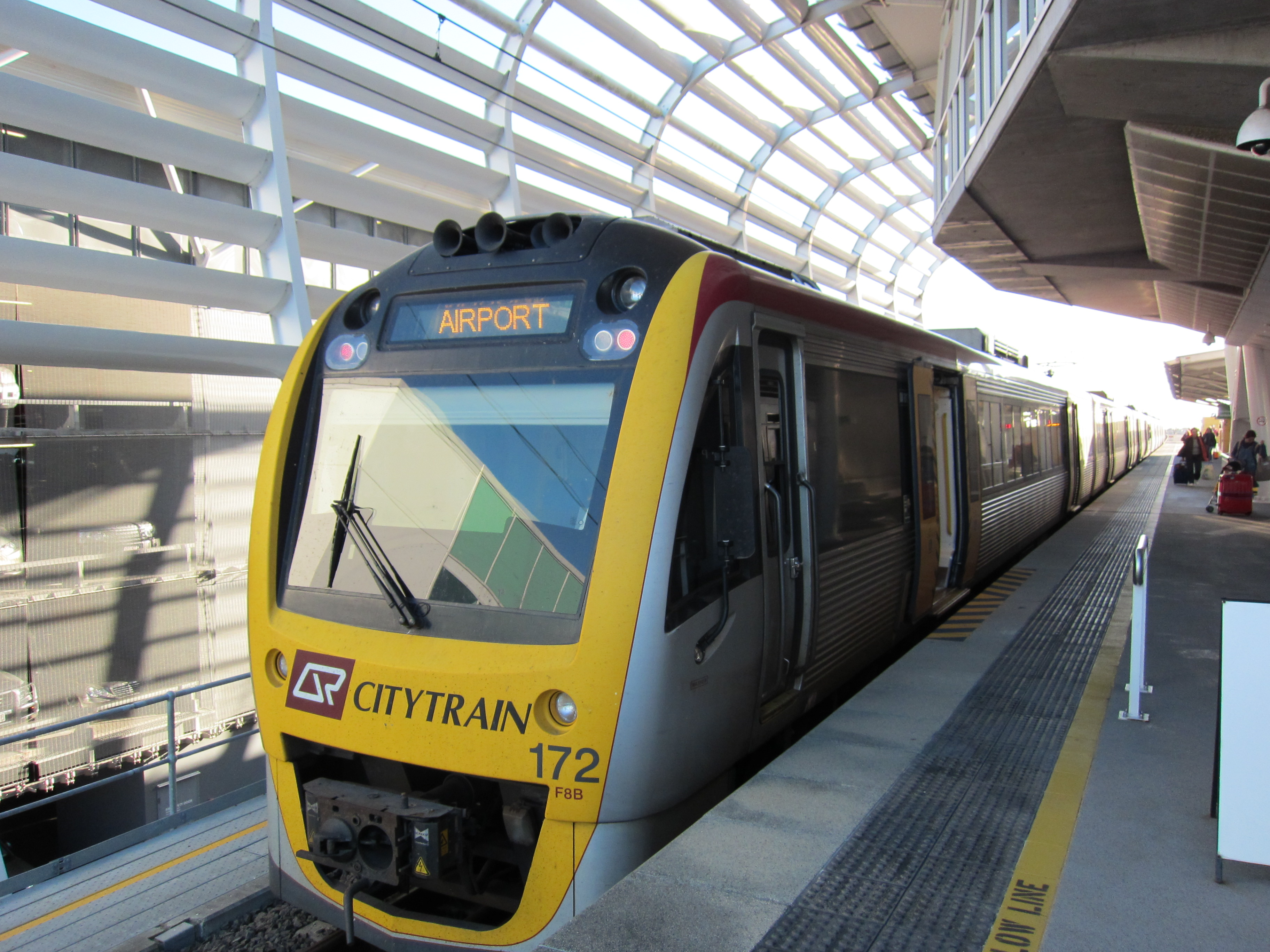
Airtrain op de luchthaven van Brisbane

Hoofdstad: Brisbane

Steden: Bundaberg · 
Cairns · 
Caloundra · 
Charters Towers · 
Gladstone · 
Gold Coast · 
Hervey Bay · 
Ipswich · 
Logan · 
Mackay · 
Maryborough · 
Mount Isa · 
Rockhampton · 
Thuringowa · 
Toowoomba · 
Townsville